# Lista gal Celtic Gladiator w Polsce
Lista gal Celtic Gladiator w Polsce.

## Lista gal
| Nr | Gala                | Data              | Miejsce                                                   |
| -- | ------------------- | ----------------- | --------------------------------------------------------- |
| 1  | Celtic Gladiator 11 | 26 listopada 2016 | Hala Sportowa, Kraków                                     |
| 2  | Celtic Gladiator 15 | 4 listopada 2017  | Hala MOSiR, Nowy Sącz                                     |
| 3  | Celtic Gladiator 20 | 28 kwietnia 2018  | Hala Urania w Olsztynie, Olsztyn                          |
| 4  | Celtic Gladiator 24 | 29 czerwca 2019   | Hala Widowiskowo-Sportowa w Bielsku-Białej, Bielsko-Biała |
| 5  | Celtic Gladiator 26 | 13 grudnia 2019   | Hala Urania w Olsztynie, Olsztyn                          |
| 6  | Celtic Gladiator 29 | 26 czerwca 2021   | Hala Pod Dębowcem, Bielsko-Biała                          |

### Celtic Gladiator 11
Walka Wieczoru
- Walka (K-1) w limicie -100 kg :  Ihar Kamkou –  Tomasz Sarara

Zwycięstwo Sarary przez TKO w 2 rundzie
Karta Główna
- Walka w limicie -80 kg:  Shaun Lomas –  Krzysztof Kułak

Zwycięstwo Kułaka przez TKO w 2 rundzie
- Walka (K-1) w kategorii półśredniej:  Pavel Obozny –  Piotr Sokół

Zwycięstwo Oboznego przez jednogłośną decyzję sędziów
- Walka w kategorii średniej:  Florian Harringer –  Andrzej Grzebyk

Zwycięstwo Grzebyka przez TKO w 1 rundzie
- Walka (K-1) w limicie -67 kg:  Luis Bampton –  Marcin Stopka

Zwycięstwo Stopki przez jednogłośną decyzję sędziów
- Walka (K-1) w kategorii półśredniej:  Przemysław Pawlak –  Jakub Rojowski

Zwycięstwo Pawlaka przez niejednogłośną decyzję sędziów
- Walka (K-1) w limicie -71 kg:  Janusz Dudek  –  Mateusz Wąsowski

Zwycięstwo Dudka przez niejednogłośną decyzję sędziów
- Walka (K-1) w limicie -60 kg:  Jakub Pawelas –   Damian Linder

Zwycięstwo Lindera przez jednogłośną decyzję sędziów
Karta Wstępna
- Walka w limicie -73 kg:  Michał Oprządek –  Piotr Sermak

Zwycięstwo Sermaka przez poddanie w 2 rundzie
- Walka w limicie -80 kg:  Michał Guzik –  Mikita Muliarchyk

Zwycięstwo Guzika przez TKO w 1 rundzie

### Celtic Gladiator 15
Walka Wieczoru
- Walka (K-1) o pas mistrzowski Celtic Gladiator w kategorii lekkiej:  Łukasz Pławecki –   Tomas Drabik

Zwycięstwo Pławeckiego przez jednogłośną decyzję sędziów
Karta Główna
- Walka o pas mistrzowski Celtic Gladiator w kategorii średniej:  Krzysztof Kułak –  Mariusz Radziszewski

Zwycięstwo Kułaka przez poddanie w 2 rundzie
- Walka (K-1) w kategorii półśredniej:  Łukasz Szecówka –  Bartosz Zając

Zwycięstwo Zająca przez jednogłośną decyzję sędziów
- Walka w kategorii półśredniej:  Piotr Poniedziałek –  Damian Seweryn

Zwycięstwo Poniedziałka przez TKO w 1 rundzie
- Walka w kategorii piórkowej:  Dawid Matyszczak –  Maciej Szczepaniak

Zwycięstwo Szczepaniaka przez poddanie w 1 rundzie
- Walka w limicie -73 kg:  Konrad Mikołajczyk –  Dawid Rachwał

Zwycięstwo Rachwała przez poddanie w 1 rundzie
- Walka (K-1) w kategorii półśredniej:  Przemysław Pawlak –  Jakub Rojnowski

Zwycięstwo Pawlaka przez jednogłośną decyzję sędziów
- Walka w kategorii średniej:  Tomasz Lepierski –  Tomasz Mozdyniewicz

Zwycięstwo Mozdyniewicza przez TKO w 1 rundzie
Karta Wstępna
- Walka semi-pro w kategorii półśredniej:  Dariusz Miernik –  Marcin Nawalaniec

Zwycięstwo Nawalańca przez poddanie w 1 rundzie
- Walka (K-1) semi-pro w kategorii lekkiej:  Arkadiusz Rolka –  Patryk Schab

Zwycięstwo Rolki przez jednogłośną decyzję sędziów

### Celtic Gladiator 20
Walka Wieczoru
- Walka w kategorii :  Adam Kowalski –  Mateusz Ostrowski

Zwycięstwo Ostrowskiego przez TKO w 1 rundzie
Karta Główna
- Walka w kategorii koguciej:  Simone D'Anna –  Jakub Wikłacz

Zwycięstwo Wikłacza przez poddanie w 1 rundzie
- Walka w kategorii półśredniej:  Piotr Danelski –  Klemens Ewald

Zwycięstwo Danielskiego przez poddanie w 2 rundzie
- Walka w kategorii półśredniej:  Piotr Poniedziałek –  Tomasz Terlikowski

Zwycięstwo Poniedziałka przez KO w 3 rundzie
- Walka w kategorii średniej:  Krystian Bielski –  Tomasz Mozdyniewicz

Zwycięstwo Bielskiego przez jednogłośną decyzję sędziów
- Walka w kategorii piórkowej:  Patryk Duński –  Maciej Szczepaniak

Zwycięstwo Szczepaniaka przez TKO w 1 rundzie
- Walka w kategorii koguciej:  Adrian Błoński –  Jakub Hansbach

Zwycięstwo Błońskiego przez poddanie w 1 rundzie
- Walka w kategorii koguciej:  Adam Soldajew –  Stanislav Shakun

Zwycięstwo Soldajewa przez jednogłośną decyzję sędziów
- Walka w kategorii lekkiej:  Mateusz Kowalski –  Sergiusz Uzarek

Zwycięstwo Uzarka przez TKO w 2 rundzie
Karta Wstępna
- Walka semi-pro w kategorii koguciej:  Kacper Kuchmacz –  Krzysztof Lelito

Zwycięstwo Lelito przez poddanie w 3 rundzie
- Walka semi-pro w kategorii średniej:  Kamil Kaczmarczyk –  Arkadiusz Świder

Zwycięstwo Świdra przez TKO w 2 rundzie

### Celtic Gladiator 24
Walka Wieczoru
- Walka kobiet o pas mistrzyni Celtic Gladiator w kategorii koguciej:  Julija Stoliarenko –  Marta Waliczek

Zwycięstwo Stoliarenko przez poddanie w 1 rundzie
Karta Główna
- Walka w kategorii półśredniej:  Robert Fonseca –  Michał Wiencek

Zwycięstwo Fonesci przez poddanie w 1 rundzie
- Walka w kategorii średniej:  Adrian Dudek –  Mikołaj Dziąbor

Zwycięstwo Dudka przez poddanie w 2 rundzie
- Walka w kategorii półciężkiej:  Shaun Lomas –  Paweł Brandys

Zwycięstwo Brandysa przez TKO w 1 rundzie
- Walka w kategorii półśredniej:  Mariusz Radziszewski –  Vladislav Schepanskyi

Zwycięstwo Radziszewskiego przez TKO w 1 rundzie
- Walka kobiet w kategorii słomkowej:  Lanchana Green –  Weronika Zygmunt

Zwycięstwo Zygmunt przez jednogłośną decyzję sędziów
- Walka w limicie -79 kg:  Robert Maciejowski –  Alexandru Rotari

Zwycięstwo Maciejowskiego przez TKO w 1 rundzie
Karta Wstępna
- Walka w kategorii piórkowej:  Patryk Chrobak –  Mikhail Kurch

Zwycięstwo Chrobaka przez TKO w 1 rundzie
- Walka w kategorii lekkiej:  Patryk Grzemski –  Filip Lamparski

Zwycięstwo Lamparskiego przez TKO w 1 rundzie
- Walka w limicie -68 kg:  Daniel Roibu –  Paweł Szumlas

Zwycięstwo Szumlasa przez TKO w 1 rundzie
- Walka semi-pro w kategorii piórkowej:  Bokhodirjon Jomoldinov –  Krzysztof Lelito

Zwycięstwo Lelito przez poddanie w 1 rundzie
- Walka semi-pro kobiet w kategorii muszej:  Alicja Frączek –  Barbara Grabowska

Zwycięstwo Grabowskiej przez jednogłośną decyzję sędziów
- Walka semi-pro w kategorii półciężkiej:  Stanisław Ogorzałek –  Szymon Petka

Zwycięstwo Ogorzałka przez niejednogłośną decyzję sędziów

### Celtic Gladiator 26
Walka Wieczoru
- Walka (K-1) w kategorii piórkowej:  Aleksandr Kozachenko –  Bartosz Batra

Zwycięstwo Batry przez niejednogłośną decyzję sędziów
Karta Główna
- Walka (K-1) w limicie -75 kg:  Szymon Broncel  –  Alan Kwieciński

Zwycięstwo Broncela przez większościową decyzję sędziów
- Walka w kategorii półśredniej:  Paweł Karwowski –  Kamil Kraska

Zwycięstwo Kraski przez poddanie w 2 rundzie
- Walka w kategorii lekkiej:  Kacper Bróździak –  Marcin Jabłoński

Zwycięstwo Jabłońskiego przez poddanie w 1 rundzie
- Walka (K-1) w limicie -71 kg:  Krystian Topczewski –  Bartłomiej Witkowski

Zwycięstwo Witkowskiego przez jednogłośną decyzję sędziów
- Walka w limicie -68 kg:  Michał Folc –   Jacek Wojnicki

Zwycięstwo Folca przez jednogłośną decyzję sędziów
Karta Wstępna
- Walka (K-1) kobiet w limicie -50 kg:  Paulina Ilnicka –  Aleksandra Mądraszewska

Zwycięstwo Mądraszewskiej przez jednogłośną decyzję sędziów
- Walka w kategorii koguciej:  Adrian Błoński –  Damian Kiereś

Zwycięstwo Błońskiego przez jednogłośną decyzję sędziów
- Walka w kategorii koguciej:  Marcin Maleszewski –  Piotr Pokorski

Zwycięstwo Malaszewskiego przez poddanie w 1 rundzie

### Celtic Gladiator 29
Walka Wieczoru
- Walka w limicie -80 kg:  Borys Borkowski –  Radosław Tarnawa

Zwycięstwo Borkowskiego przez TKO w 1 rundzie
Karta Główna
- Walka w kategorii koguciej:  Patrik Martinik –  Piotr Olszynka

Zwycięstwo Martinka przez jednogłośną decyzję sędziów
- Walka w kategorii lekkiej:  Adrian Gralak –  Marcin Zając

Zwycięstwo Gralaka przez jednogłośną decyzję sędziów
- Walka w kategorii lekkiej:  Szymon Rakowicz –  Paweł Szumlas

Zwycięstwo Rakowicza przez TKO w 3 rundzie
- Walka w limicie -88 kg:  Łukasz Baran –  Tomasz Lepierski

Zwycięstwo Lepierskiego przez poddanie w 2 rundzie
- Walka w limicie -80 kg:  Adrian Grzelak –  Arkadiusz Świder

Zwycięstwo Świdra przez dyskwalfikację w 2 rundzie
- Walka kobiet w kategorii słomkowej:  Oliwia Dardas –  Dorota Norek

Zwycięstwo Norek przez poddanie w 1 rundzie
Karta Wstępna
- Walka semi-prow kategorii średniej:  Jacek Brzezicki –  Remigiusz Rzemieniewski

Zwycięstwo Rzemieniewskiego przez jednogłośną decyzję sędziów
- Walka semi-pro w kategorii lekkiej:  Gabriel Goch –  Krzysztof Lelito

Zwycięstwo Lelito przez niejednogłośną decyzję sędziów